# Капитолийская волчица (Кишинёв)
Капитолийская волчица в Кишинёве (рум. Statuia Lupoaicei din Chișinău) — монумент в центре столицы Молдавии — городе Кишинёве. Расположен перед входом в здание Национального музея истории Молдовы. Был установлен 20 сентября 1926 года, как подарок города Рима в память об объединении Бессарабии с Румынией в 1918 году.

## История
В первые десятилетия XX века муниципалитет столицы Италии — Рима и правительство Италии, отдавая дань уважения латинскому происхождению румынского народа, подарили Румынии четыре копии Капитолийской волчицы, которые были установлены в городах Бухарест (7 сентября 1906, в честь 40-летия коронации короля Кароля I и 1800-летия римского завоевания Дакии), Клуж-Напока (28 сентября 1921, в память об объединении Трансильвании и Буковины с Румынией в 1918 году), Кишинёв (1921, в память об объединении Бессарабии с Румынией в 1918 году) и Тимишоара (23 апреля 1926, в память латинской этнической общности двух народов). Уже в Румынии с этих четырёх статуй были сделаны копии, которые были установлены в городах и сёлах Алба-Юлия, Блаж, Брад, Брашов, Констанца, Кристештий-Чичеулуй, Деж, Галац, Ернут, Лешу, Лудуш, Маеру, Нэсэуд, Сэчеле, Сату-Маре, Сигишоара, Тыргу-Муреш, Тырнэвени, Топлица, Турда, Залэу, Регин, Герла.
В Кишинёве памятник был завершён в 1923 году, открыт 20 сентября 1926 и установлен перед зданием нынешней Академии музыки, театра и изобразительных искусств (в котором ранее располагались 3-я мужская гимназия, позже Сфатул Цэрий — фактический парламент и правительство Молдавской демократической республики, потом Сельхозинститут).
Считалось, что в 1940 году, в начале операции по присоединению Бессарабии и Северной Буковины к СССР, монумент был разрушен и переплавлен советскими войсками — как символ итальянского фашизма и румынского империализма, однако имеется множество свидетельств и фотографий обратного, в частности, снимок, на котором у памятника позируют итальянские журналисты (был напечатан в газете «Basarabia», № 329 от 3 августа 1942). Более того, Капитолийская волчица стала одним из центральных элементов «Выставки Освобождения», организованной румынскими властями и открывшейся в конце октября 1942 года в Городском саду Кишинёва. Памятник на новом высоком постаменте в виде колонны был установлен у главного входа на выставку в парке.
24 августа 1944 Красная армия в ходе Ясско-Кишинёвской операции освободила Кишинёв, после этого следы памятника теряются, где находится монумент и что с ним стало — неизвестно до сих пор.
В 1990 году Румыния подарила Молдавии новую копию Капитолийской волчицы. Статуя была установлена 1 декабря 1990 на новом месте — перед входом в здание, в котором ныне расположен Национальный музей истории Молдовы.
В апреле 2005, вскоре после выборов, бронзовая статуя волчицы была снята с пьедестала (согласно официальным заявлениям властей, из-за серьёзных трещин) и отправлена на реставрацию. Впоследствии, после многих экспертиз и нескольких лет, в течение которых статуя пребывала на тракторном заводе, она была передана на сохранение в подвал Национального музея истории, где и хранится до сегодняшнего дня.
Реставрация и открытие носили явный политический подтекст: памятник был вновь открыт только 1 декабря 2009 (новый памятник был подарен Лигой культуры румынского единства за рубежом), через несколько месяцев после июльских выборов, в которых Альянс за европейскую интеграцию заметно пошатнул позиции Партии коммунистов Республики Молдова, потерявшей большинство в парламенте и ушедшей позже в оппозицию.

## Галерея

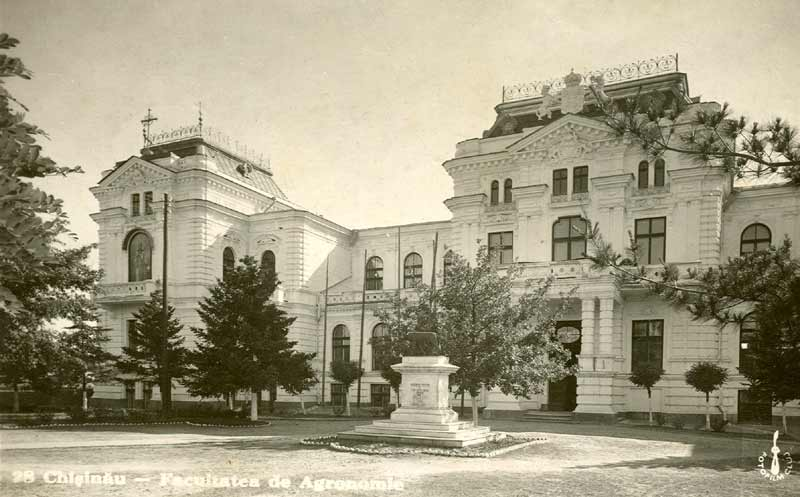
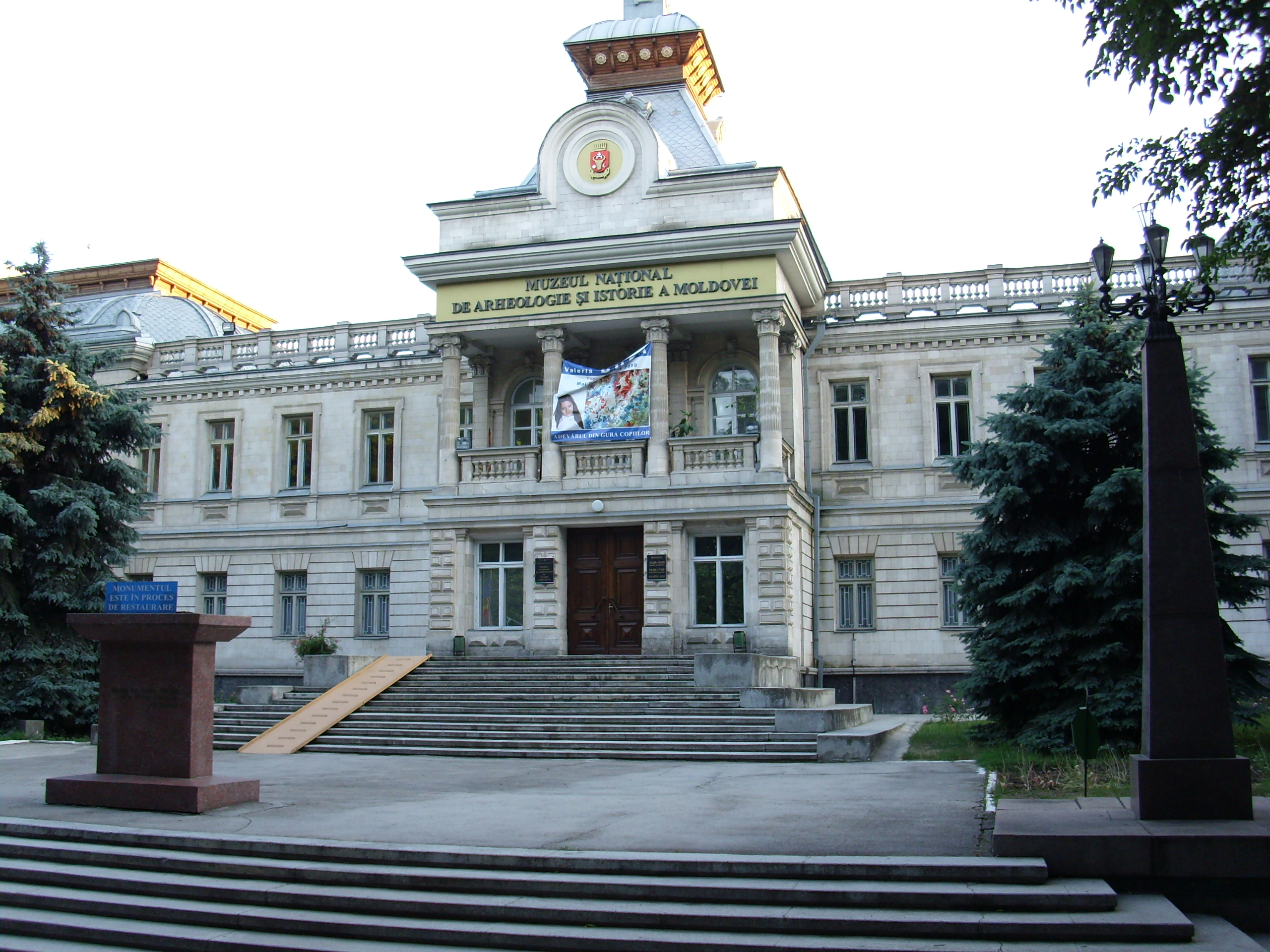
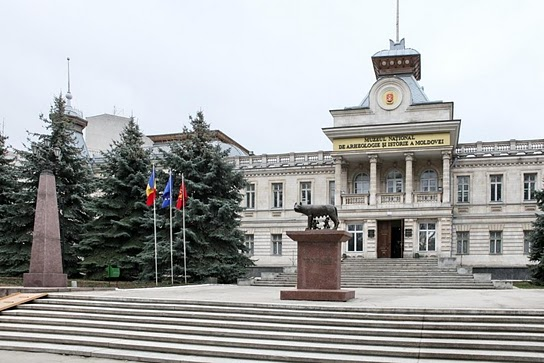
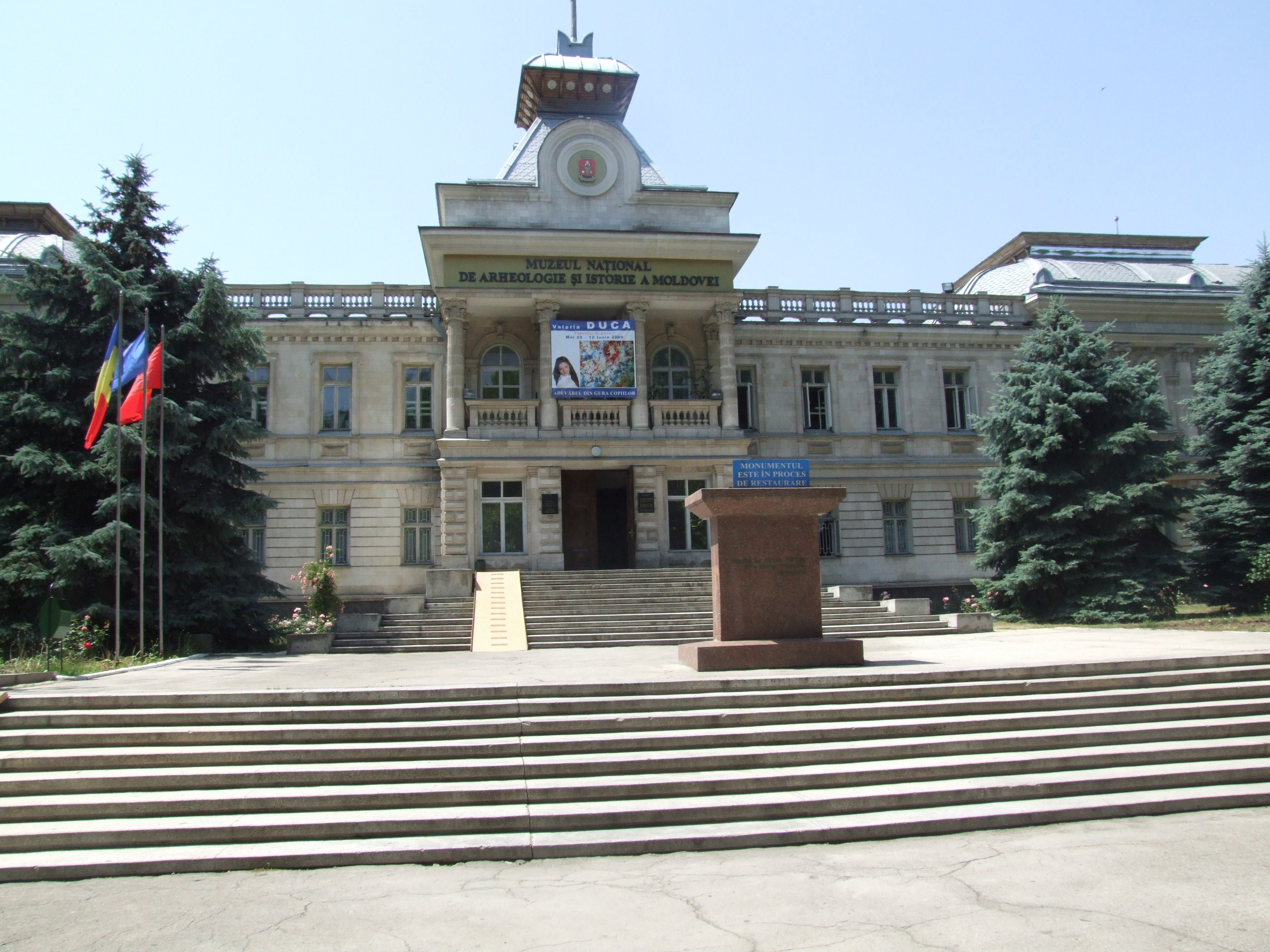
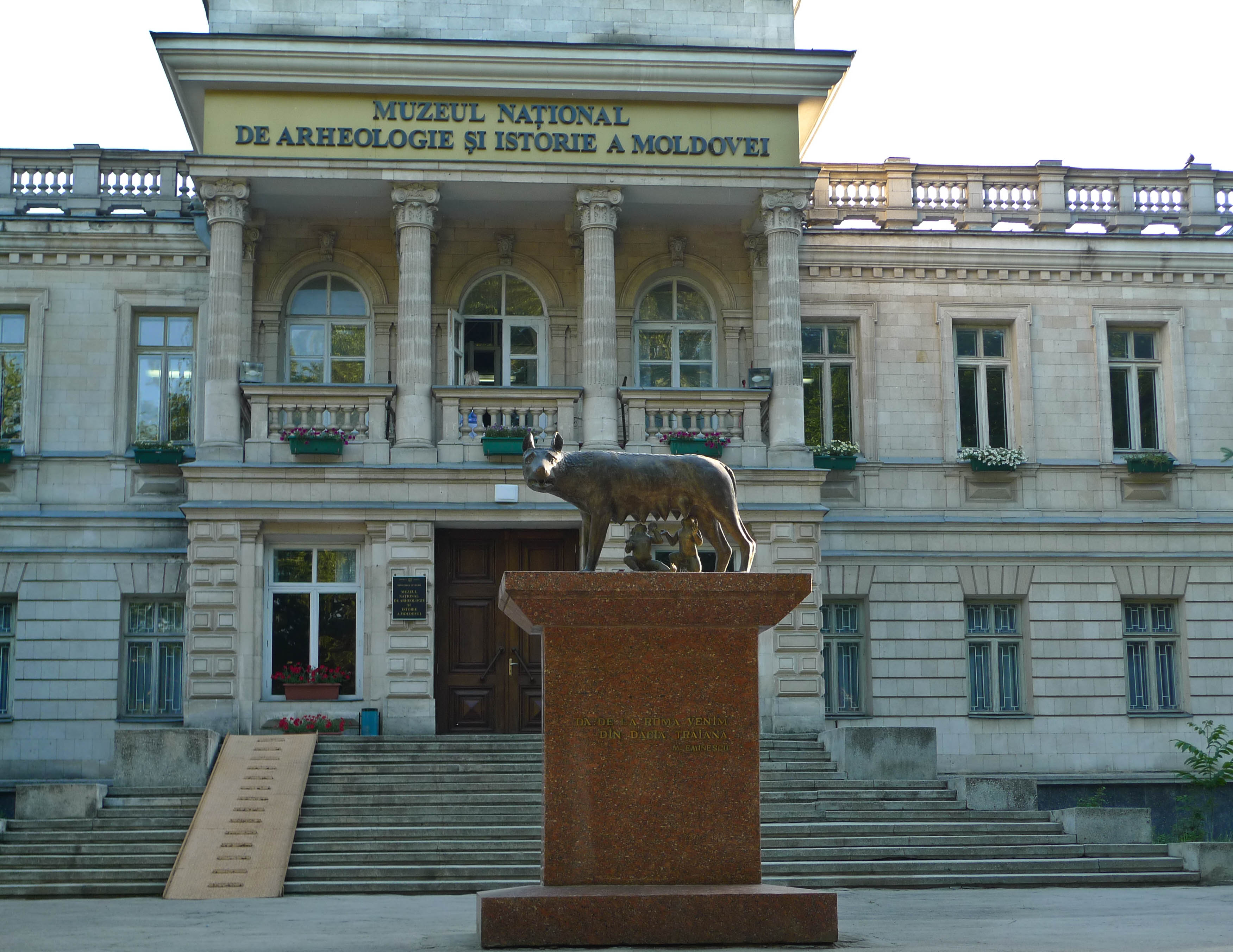
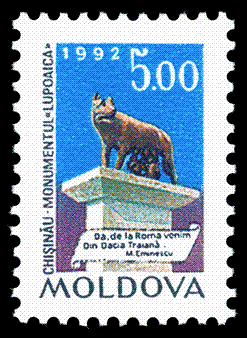